# Кібасово
Кіба́сово (рос. Кибасово) — село у складі Шилкинського району Забайкальського краю, Росія. Входить до складу Мірсановського сільського поселення.

## Населення
Населення — 185 осіб (2010; 227 у 2002).
Національний склад (станом на 2002 рік):
- росіяни — 97 %